# Пинъюань (провинция)

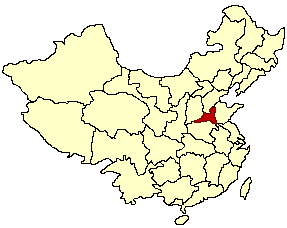
Провинция Пинъюань на карте Китая 1949 года

Пинъюа́нь (кит. 平原) — провинция КНР, существовавшая в 1949—1952 годах.

## История
Во время гражданской войны стык провинций Хэбэй, Хэнань и Шаньдун был одной из главных баз китайских коммунистов, создавших здесь собственные органы власти; здесь раньше многих других частей страны были проведены социально-политические преобразования. Летом 1949 года, когда бои шли в основном уже лишь на юге и крайнем северо-западе страны, Народное правительство Северного Китая (华北人民政府) приняло решение о переходе от военных структур управления к гражданским. Одним из результатов этого решения стало образование 20 августа 1949 года провинции Пинъюань из смежных территорий провинций Хэнань и Шаньдун.
15 ноября 1952 года Центральное народное правительство приняло решение о расформировании с 1 декабря 1952 года провинции Пинъюань. Её территория была разделена между провинциями Хэнань и Шаньдун.

## Состав
Провинция состояла из 2 городов провинциального подчинения и 6 специальных районов, которые в свою очередь делились на 56 уездов:
- Город провинциального подчинения Синьсян, административный центр провинции. В 1952 году вошёл в состав провинции Хэнань.
- Город провинциального подчинения Аньян. В 1952 году вошёл в состав провинции Хэнань.
- Специальный район Хэцзэ (菏泽专区). Состоял из уездов Хэцзэ, Динтао, Цаосянь, Дунмин, Юньчэн, Цзюаньчэн, Ляншань и Наньван. В 1952 году Специальный район Хэцзэ перешёл в состав провинции Шаньдун, а уезд Дунмин был передан в состав провинции Хэнань.
- Специальный район Хуси (湖西专区). Состоял из уездов Цзиньсян, Шаньсянь, Юйтай, Цзюйе, Чэнъу, Цзясян и Фучэн (был образован в 1945 году из смежных территорий уездов Цаосянь и Чэнъу, в 1955 году был разделён между уездами Цаосянь и Шаньсянь). В 1952 году перешёл в состав провинции Шаньдун, а затем был присоединён к Специальному району Хэцзэ.
- Специальный район Ляочэн (聊城专区). Состоял из уездов Ляочэн, Танъи, Бопин, Цинпин, Гаотан, Чипин, Дунъэ, Шоучжан, Янгу, Шэньсянь и Гуаньсянь. В 1952 году перешёл в состав провинции Шаньдун.
- Специальный район Пуян (濮阳专区). Состоял из уездов Пуян, Нэйхуан, Цинфэн, Наньлэ, Пусянь, Фаньсянь, Гуаньчэн, Чаочэн, Хуасянь, Чанъюань и Фэнцю. В 1952 году Специальный район Пуян перешёл в состав провинции Хэнань, а уезды Пусянь, Фаньсянь, Гуаньчэн и Чаочэн были переданы в состав Специального района Ляочэн провинции Шаньдун.
- Специальный район Аньян (安阳专区). Состоял из уездов Аньян, Линьчжоу, Есянь, Цисянь, Танъинь и Сюньсянь. В 1952 году перешёл в состав провинции Хэнань
- Специальный район Синьсян (新乡专区). Состоял из уездов Синьсян, Цзисянь, Хуэйсянь, Сюу, Учжи, Хоцзя, Боай, Циньян, Вэньсянь, Яньцзинь, Юаньян, Цзиюань, Мэнсянь и Горнодобывающего района Цзяоцзо. В 1952 году перешёл в состав провинции Хэнань.